# Hana-bi
Hana-Bi (em japonês: はなび, lit. "fogos de artifício"; bra: Hana-Bi – Fogos de Artifício; prt: Fogo de Artifício) é um filme japonês de 1997 dos gêneros drama e policial escrito e dirigido por Takeshi Kitano, que também fez parte do elenco do filme.

## Sinopse
Policial (Takeshi Kitano) descobre que sua mulher está prestes a morrer e, logo em seguida, que seu parceiro foi baleado por membros da Yakuza. Ele deixa a polícia e parte em busca de vingança, ao mesmo tempo em que se decide a cuidar da esposa.

## Elenco
- Takeshi Kitano - Policial Nishi Yoshitaka
- Kayoko Kishimoto - Miyuki, esposa de Nishi
- Ren Osugi - Horibe
- Susumu Terajima - Nakamura
- Tetsu Watanabe - Tesuka

## Home video
No Brasil, Hana-Bi - Fogos de Artifício foi lançado em DVD pela distribuidora independente Versátil. 